# 奧爾登角
奧爾登角是南極洲的海岬，處於英聯邦灣入口處的西部，是阿黛利地和喬治五世海岸的分隔點，該海岬在1840年1月30日被發現，現時由南極條約體系管理。
66°48′S 142°02′E / 66.800°S 142.033°E